# Terapias ecuestres
Las terapias ecuestres son actividades asistidas por caballos que tienen como objetivo rehabilitar a personas con problemas físicos, neurológicos, conductuales o funcionales,  que tienen una discapacidad física o psíquica. El caballo y el entorno constituyen el medio y son una parte fundamental de la terapia. Algunas de las actividades más reconocidas son la equinoterapia, la hipoterapia, la psicoterapia, el coaching con caballos, equitación adaptada y monta terapéutica. 
Las condiciones que se tratan a partir de las terapias asistidas con caballos son autismo, síndrome de Down, parálisis cerebral, inseguridad, hiperactividad y déficit de atención en niños, lesiones medulares y cerebrales, párkinson, síndrome de Rett, esclerosis múltiple, trastornos alimenticios o depresión, entre otros.

## Beneficios de las Terapias Ecuestres
La monta a caballo brinda beneficios tanto físicos como psicológicos. A nivel físico el montar a caballo mejora el equilibrio vertical y horizontal de la persona; favorece y ayuda a corregir el control de la postura corporal; regula el tono muscular y favorece la circulación sanguínea, esto es consecuencia de la mayor temperatura corporal que posee el caballo; disminuye la espasticidad; se favorece la coordinación motriz así como los reflejos; además, mejora la percepción del esquema corporal. Respecto a los beneficios psicológicos que provoca en el cuerpo, éstos tienen que ver con la mejora de la confianza y el autocontrol de las emociones, consecuencia de compartir con el caballo un momento de paz y tranquilidad; mejora la concentración y, por lo tanto, repercute de forma positiva en la memoria; provoca un sentimiento de respeto y responsabilidad sobre el animal ya que se encuentra bajo el control de la persona; también, favorece la ubicación y espacio en el tiempo.

## Tipos de caballos utilizados
En la mayoría de los casos, los caballos se entrenan y seleccionan específicamente para la terapia antes de integrarse a la actividad. Las Terapias Ecuestres eligen caballos de cualquier raza que encuentren tranquilos, ecuánimes, gentiles, sanos para el servicio y bien entrenados tanto bajo la silla como en el suelo. Como la mayoría de las terapias asistidas por equinos se realizan a velocidades lentas, a veces se usa un caballo mayor que no está en su mejor momento atlético.
Los programas de terapia asistida por equinos tratan de identificar a los caballos que son tranquilos pero no perezosos y que están en buena forma física con el equilibrio, la estructura, la musculatura y los pasos adecuados. Generalmente, no se considera que la musculatura sea tan importante como el equilibrio y la corrección estructural, pero se requiere un acondicionamiento adecuado para el trabajo que debe realizar. Los caballos adecuados se mueven libremente y tienen un paso de buena calidad, especialmente al caminar. Por lo general, se evitan los caballos que tengan algún tipo de afección física. 
Se tiene en cuenta el bienestar del caballo. Cada animal individual tiene rasgos biológicos naturales, pero también tiene una personalidad única con sus propios gustos, aversiones y hábitos. Prestar atención a lo que el animal intenta comunicar es útil tanto en las sesiones de Terapias Ecuestres como para prevenir el agotamiento del caballo. Algunos programas se refieren al caballo de terapia como un "compañero equino". Otros programas ven al caballo como una "metáfora" sin otra función definida que no sea "ser ellos mismos". Las Terapias Ecuestres conciben al cabalo como un ser sensible, socio y co-facilitador en la relación y el proceso facilitado por los equinos.